# Any-Martin-Rieux
Pour les articles homonymes, voir Any, Martin et Rieux.
Any-Martin-Rieux est une commune française située dans le département de l'Aisne en région Hauts-de-France.

## Géographie

### Localisation
Village de l'ancienne Thiérache, bâti sur le bord d'un ruisseau, à 65 kilomètres au nord de la ville de Laon et 25 kilomètres de la petite ville de Vervins.

### Quartiers, hameaux, lieux-dits et écarts
Martin Rieux, la Malaise, la Folie, Bellevue, Housseaux (H), le Moulin du Pré (moulin), le Château Vert (isolé).

### Hydrographie
La commune est située dans le bassin Seine-Normandie. Elle est drainée par le Petit Gland, le canal 01 de la commune de Any-Martin-Rieux, le cours d'eau 02 de Moulin Fontaine, le fossé 11 de la commune de Watigny, le ruisseau de Blanry, le ruisseau de Laubry, le ruisseau des Sourdrons et un autre petit cours d'eau,.
Le Petit Gland, d'une longueur de 29 km, prend sa source dans la commune d'Auvillers-les-Forges et se jette  dans le Gland à Saint-Michel, après avoir traversé neuf communes.

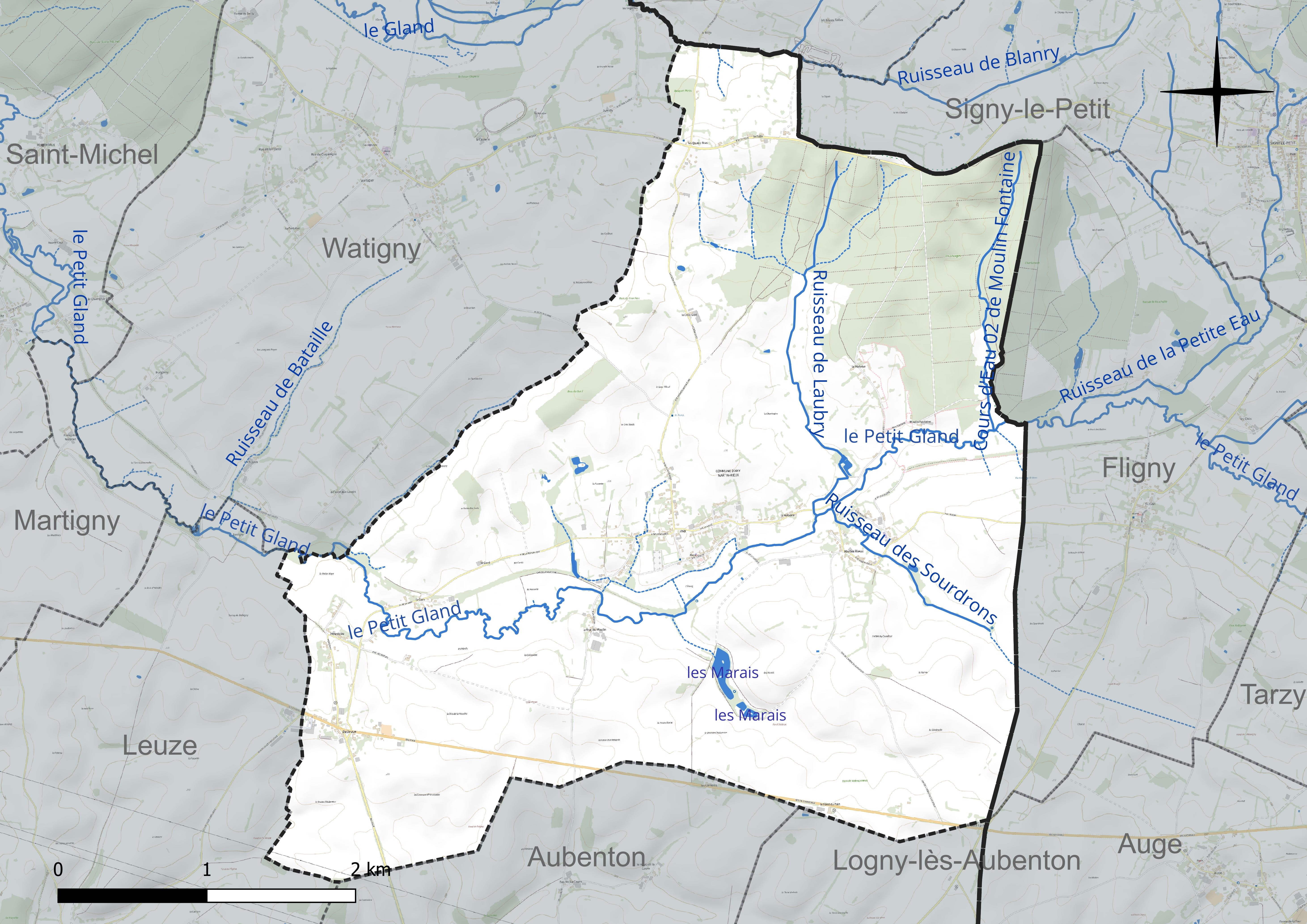
Réseau hydrographique d'Any-Martin-Rieux.

Un plan d'eau complète le réseau hydrographique : les Marais (2,4 ha),.

### Climat
Pour des articles plus généraux, voir Climat des Hauts-de-France et Climat de l'Aisne.
En 2010, le climat de la commune est de type climat des marges montargnardes, selon une étude du CNRS s'appuyant sur une série de données couvrant la période 1971-2000. En 2020, Météo-France publie une typologie des climats de la France métropolitaine dans laquelle la commune est exposée à un climat océanique altéré et est dans la région climatique Nord-est du bassin Parisien, caractérisée par un ensoleillement médiocre, une pluviométrie moyenne régulièrement répartie au cours de l'année et un hiver froid (3 °C).
Pour la période 1971-2000, la température annuelle moyenne est de 9,5 °C, avec  une amplitude thermique annuelle de 15,1 °C. Le cumul annuel moyen de précipitations est de 941 mm, avec 13,6 jours de précipitations en janvier et 9,9 jours en juillet. Pour la période 1991-2020 la température moyenne annuelle observée sur la station météorologique la plus proche, située sur la commune de Rocroi à 22 km à vol d'oiseau, est de 9,5 °C et le cumul annuel moyen de précipitations est de 1 210,4 mm,. Pour l'avenir, les paramètres climatiques de la commune estimés pour 2050 selon différents scénarios d'émission de gaz à effet de serre sont consultables sur un site dédié publié par Météo-France en novembre 2022.

## Urbanisme

### Typologie
Au 1er janvier 2024, Any-Martin-Rieux est catégorisée commune rurale à habitat dispersé, selon la nouvelle grille communale de densité à 7 niveaux définie par l'Insee en 2022.
Elle est située hors unité urbaine. Par ailleurs la commune fait partie de l'aire d'attraction d'Hirson, dont elle est une commune de la couronne,. Cette aire, qui regroupe 26 communes, est catégorisée dans les aires de moins de 50 000 habitants,.

### Occupation des sols
L'occupation des sols de la commune, telle qu'elle ressort de la base de données européenne d'occupation biophysique des sols Corine Land Cover (CLC), est marquée par l'importance des territoires agricoles (81,7 % en 2018), une proportion sensiblement équivalente à celle de 1990 (81,8 %). La répartition détaillée en 2018 est la suivante : 
prairies (50,2 %), terres arables (31,5 %), forêts (14,3 %), zones urbanisées (4 %).
L'évolution de l'occupation des sols de la commune et de ses infrastructures peut être observée sur les différentes représentations cartographiques du territoire : la carte de Cassini (XVIIIe siècle), la carte d'état-major (1820-1866) et les cartes ou photos aériennes de l'IGN pour la période actuelle (1950 à aujourd'hui).

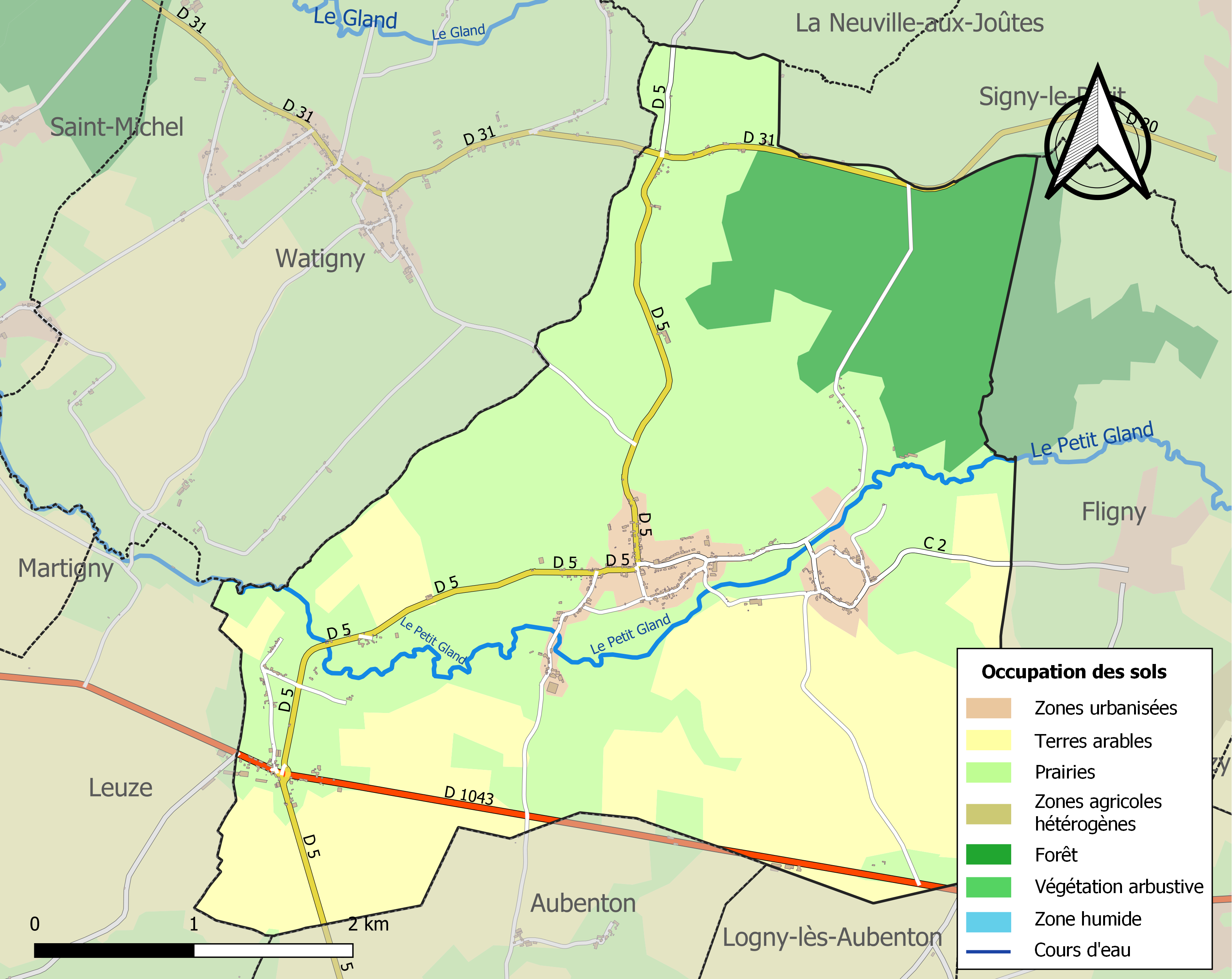
Carte des infrastructures et de l'occupation des sols de la commune en 2018 (CLC).

## Toponymie
Any : Le nom de la localité Aneia en 646, Aignie an 1123, Anie en 1132, Aegnies en 1138 et en 1155, Ania en 1218.
Any semble dériver de l'anthroponyme latin ou gallo-romain Annius.
Martin-Rieux : villa de Sancti Martini Rivo en 1238, Martin Ryeux en 1549.
Saint Martin est ici associé à un petit cours d'eau et pourrait nous faire penser à une christianisation d'un lieu de culte pré-chrétien dédié à Borvo, dieu guérisseur gaulois lié aux eaux[réf. nécessaire].

## Histoire
Any était autrefois le chef-lieu d'une châtellenie. Il est fait mention de ce village dans les miracles de saint Thierry, qui vivait au VIe siècle. Il y est nommé villa et indiqué comme se trouvant placé au milieu de la forêt de Thiérache au VIIe siècle. Any était la propriété d'Irmine, fille de Dagobert II, roi de France, laquelle le donna en l'année 676 à l'abbaye d'Oeren de Trèves (Allemagne), pour le remède de son âme et celle de son époux, le comte Hermann.
Les abbés de Saint-Laurent de Joinville possédaient autrefois à Any un franc-alleu, l'un des plus anciens du royaume, dit-on.

## Politique et administration

### Découpage territorial
La commune d'Any-Martin-Rieux est membre de la communauté de communes des Trois Rivières, un établissement public de coopération intercommunale (EPCI) à fiscalité propre créé le 29 décembre 1995 dont le siège est à Buire. Ce dernier est par ailleurs membre d'autres groupements intercommunaux.
Sur le plan administratif, elle est rattachée à l'arrondissement de Vervins, au département de l'Aisne et à la région Hauts-de-France. Sur le plan électoral, elle dépend du  canton d'Hirson pour l'élection des conseillers départementaux, depuis le redécoupage cantonal de 2014 entré en vigueur en 2015, et de la troisième circonscription de l'Aisne  pour les élections législatives, depuis le dernier découpage électoral de 2010.

### Administration municipale
| Période                                  | Période                       | Identité            | Étiquette | Qualité                                  |
| ---------------------------------------- | ----------------------------- | ------------------- | --------- | ---------------------------------------- |
| Les données manquantes sont à compléter. |                               |                     |           |                                          |
| mars 2001                                | 2006                          | Charles Kloppenburg |           | Démissionnaire                           |
| 2006                                     | juillet 2020                  | Prince Maillard     | DVG       | Retraité Réélu pour le mandat 2014-2020, |
| juillet 2020                             | En cours (au 11 juillet 2020) | Carine Van Der Sypt | DVD       | Cadre hygiéniste                         |

## Population et société

### Démographie
1760 (sans Martin-Rieux) : 208 feux .
L'évolution du nombre d'habitants est connue à travers les recensements de la population effectués dans la commune depuis 1793. Pour les communes de moins de 10 000 habitants, une enquête de recensement portant sur toute la population est réalisée tous les cinq ans, les populations de référence des années intermédiaires étant quant à elles estimées par interpolation ou extrapolation. Pour la commune, le premier recensement exhaustif entrant dans le cadre du nouveau dispositif a été réalisé en 2005.

En 2022, la commune comptait 455 habitants, en évolution de −0,22 % par rapport à 2016 (Aisne : −1,97 %, France hors Mayotte : +2,11 %).
| 1793 | 1800 | 1806 | 1821 | 1831 | 1836  | 1841  | 1846  | 1851  |
| ---- | ---- | ---- | ---- | ---- | ----- | ----- | ----- | ----- |
| 750  | 826  | 859  | 816  | 986  | 1 027 | 1 066 | 1 083 | 1 078 |

| 1856  | 1861  | 1866  | 1872  | 1876  | 1881  | 1886 | 1891 | 1896 |
| ----- | ----- | ----- | ----- | ----- | ----- | ---- | ---- | ---- |
| 1 003 | 1 053 | 1 054 | 1 009 | 1 061 | 1 044 | 968  | 943  | 902  |

| 1901 | 1906 | 1911 | 1921 | 1926 | 1931 | 1936 | 1946 | 1954 |
| ---- | ---- | ---- | ---- | ---- | ---- | ---- | ---- | ---- |
| 896  | 817  | 813  | 718  | 765  | 711  | 708  | 680  | 701  |

| 1962 | 1968 | 1975 | 1982 | 1990 | 1999 | 2005 | 2006 | 2010 |
| ---- | ---- | ---- | ---- | ---- | ---- | ---- | ---- | ---- |
| 693  | 631  | 559  | 498  | 525  | 505  | 506  | 509  | 476  |

| 2015 | 2020 | 2022 | - | - | - | - | - | - |
| ---- | ---- | ---- | - | - | - | - | - | - |
| 457  | 455  | 455  | - | - | - | - | - | - |

## Culture locale et patrimoine

### Lieux et monuments
- L'église fortifiée Saint-Médard.

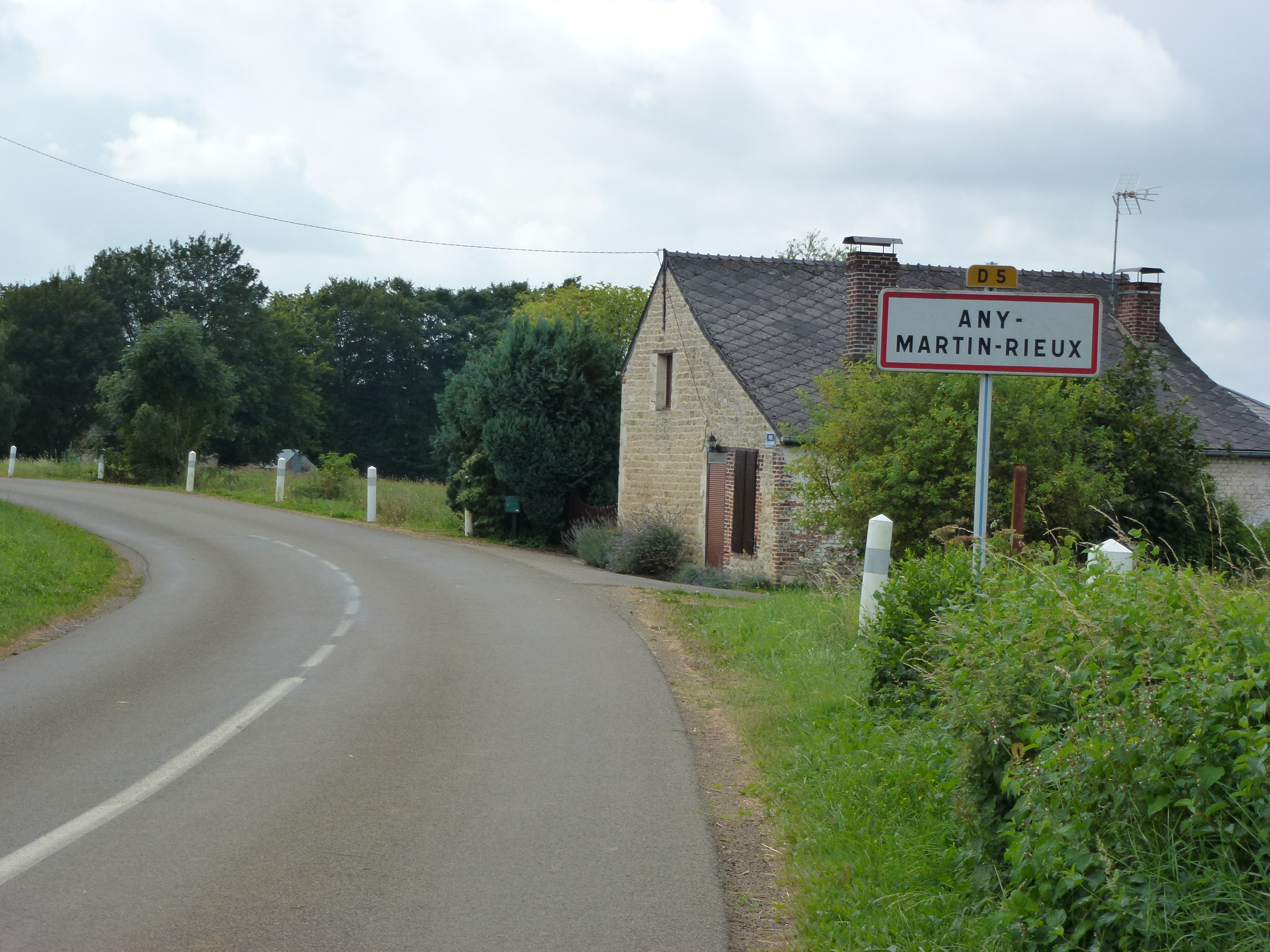
Entrée d'Any.
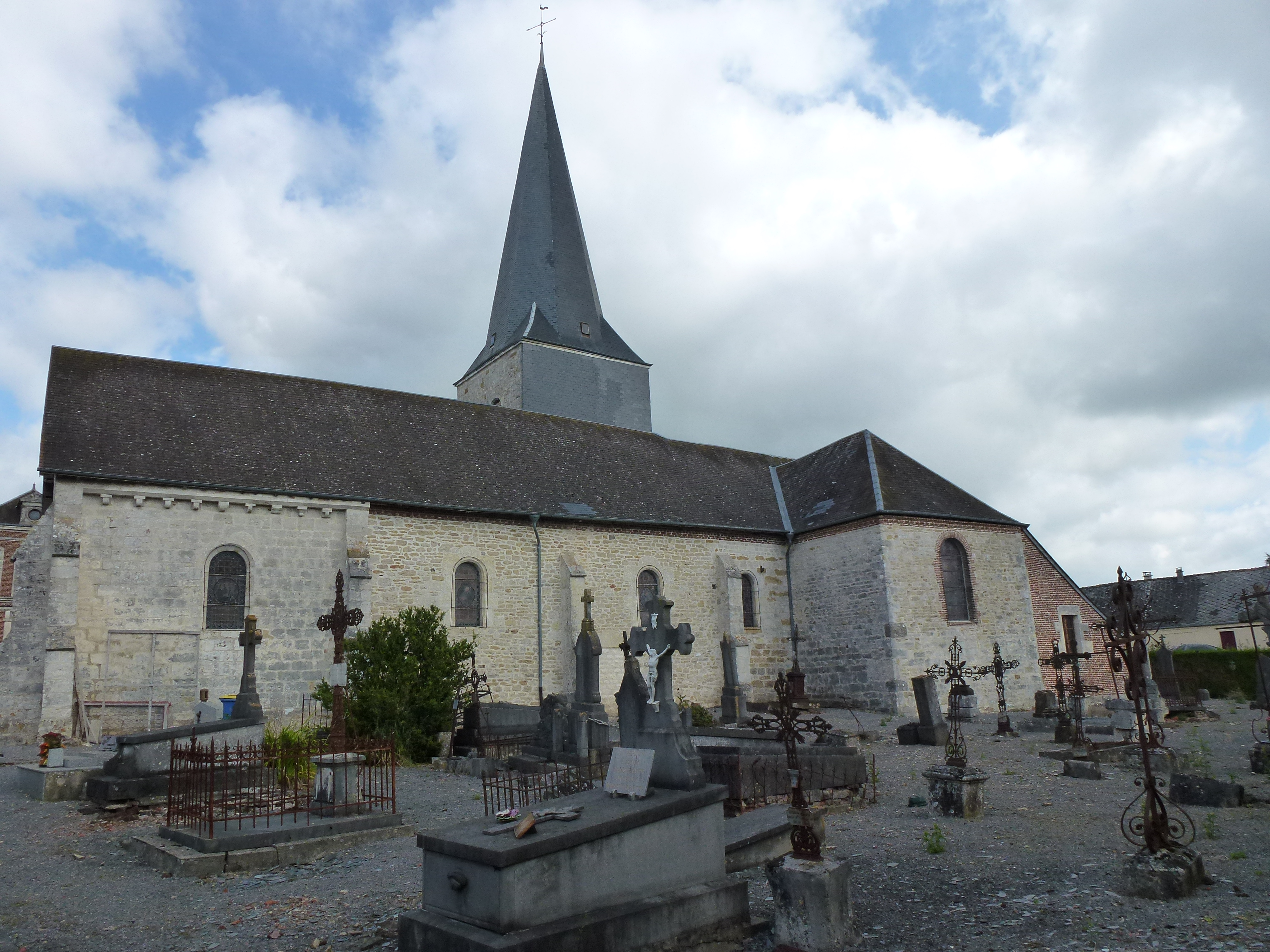
L'église d'Any.
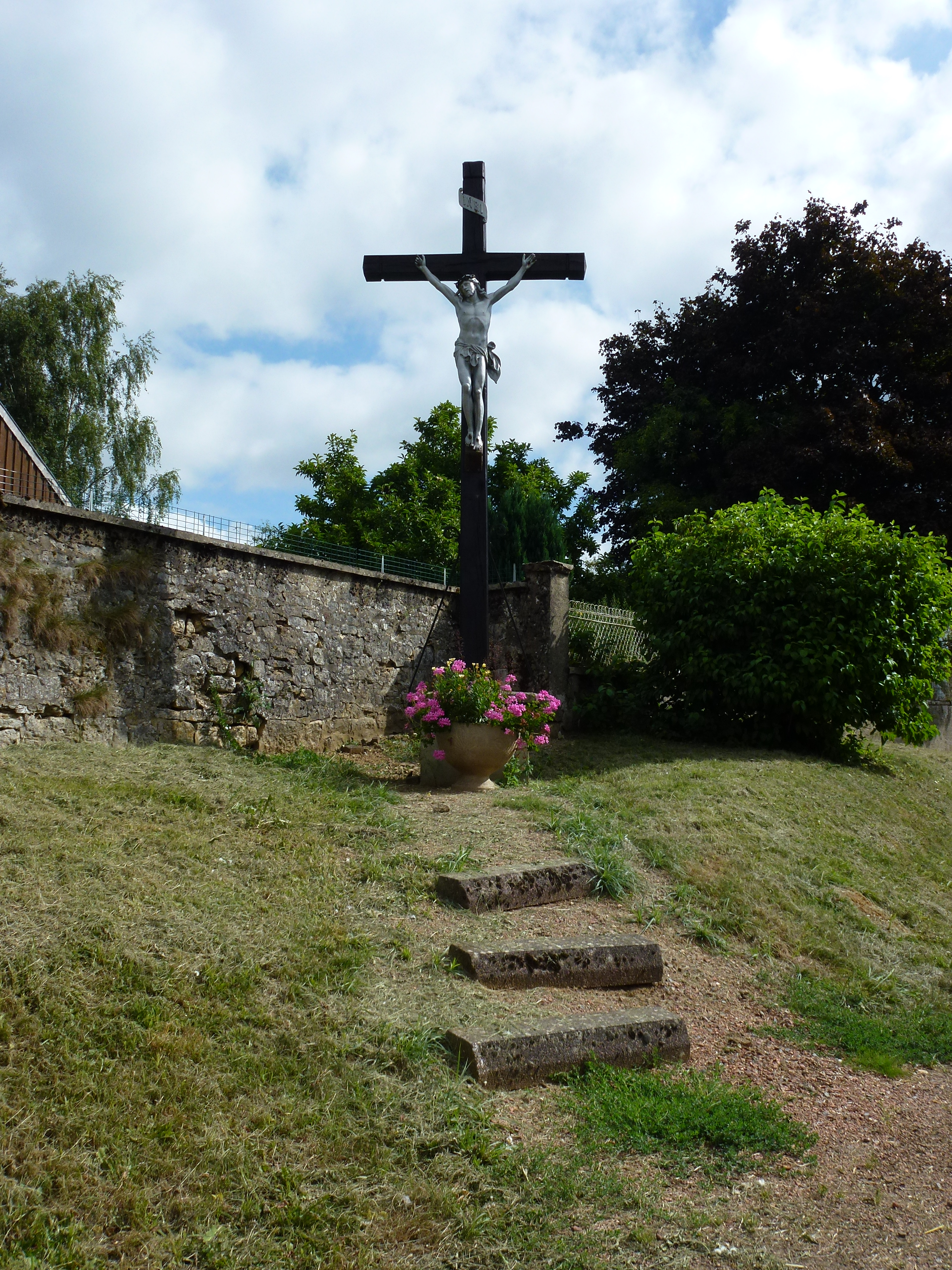
Croix à Any.
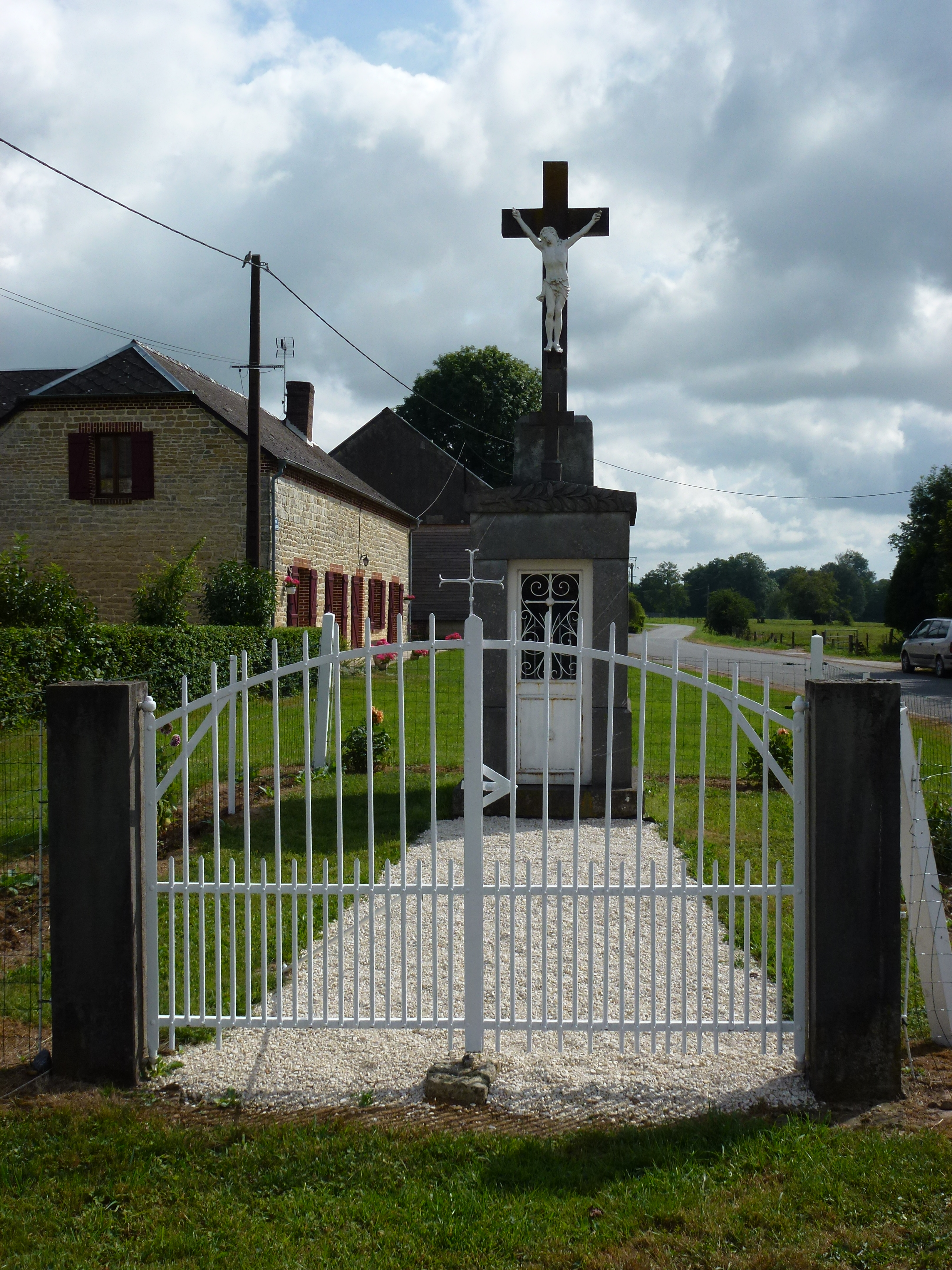
Oratoire à Any.
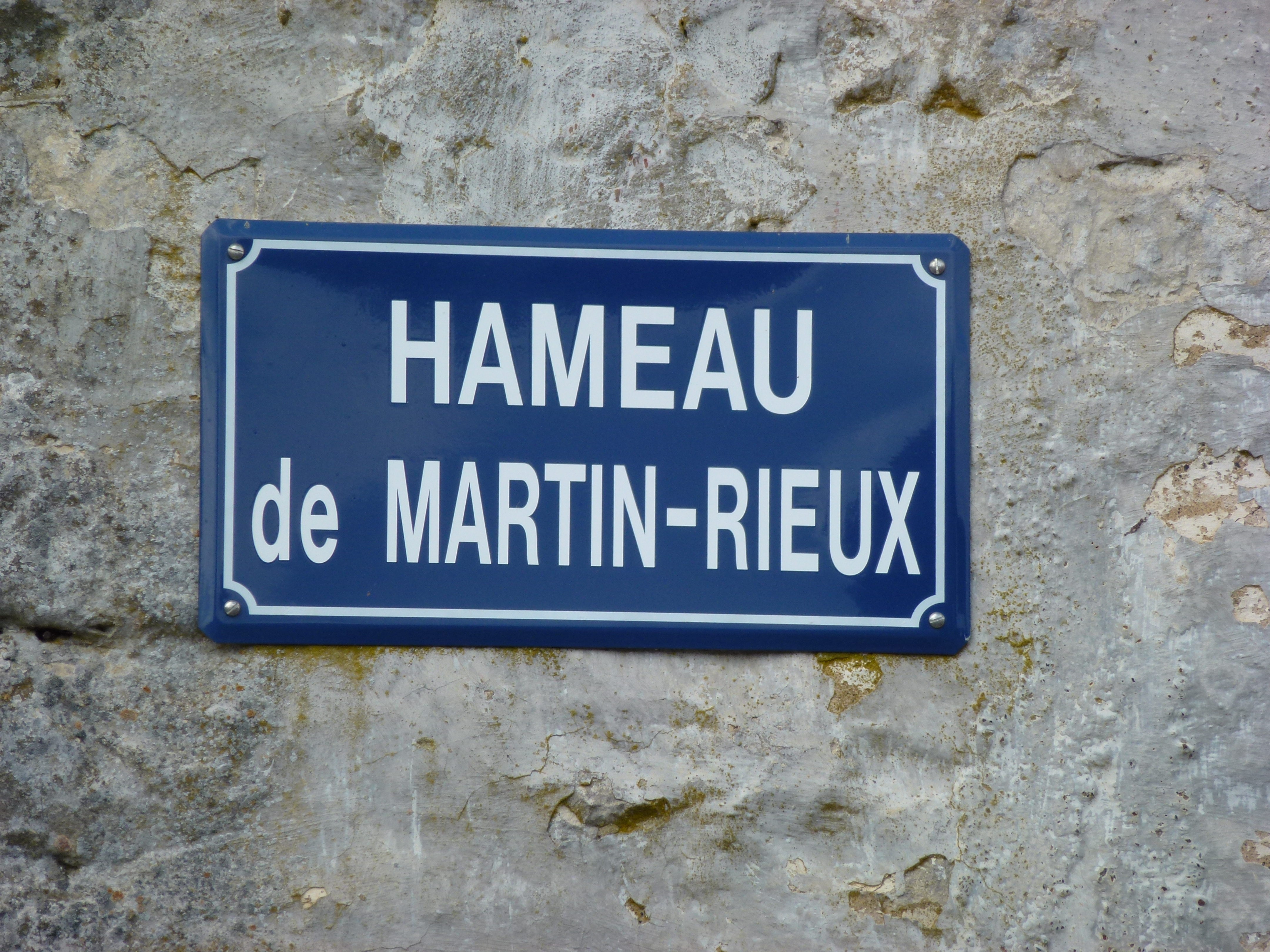
Panneau hameau de Martin-Rieux.
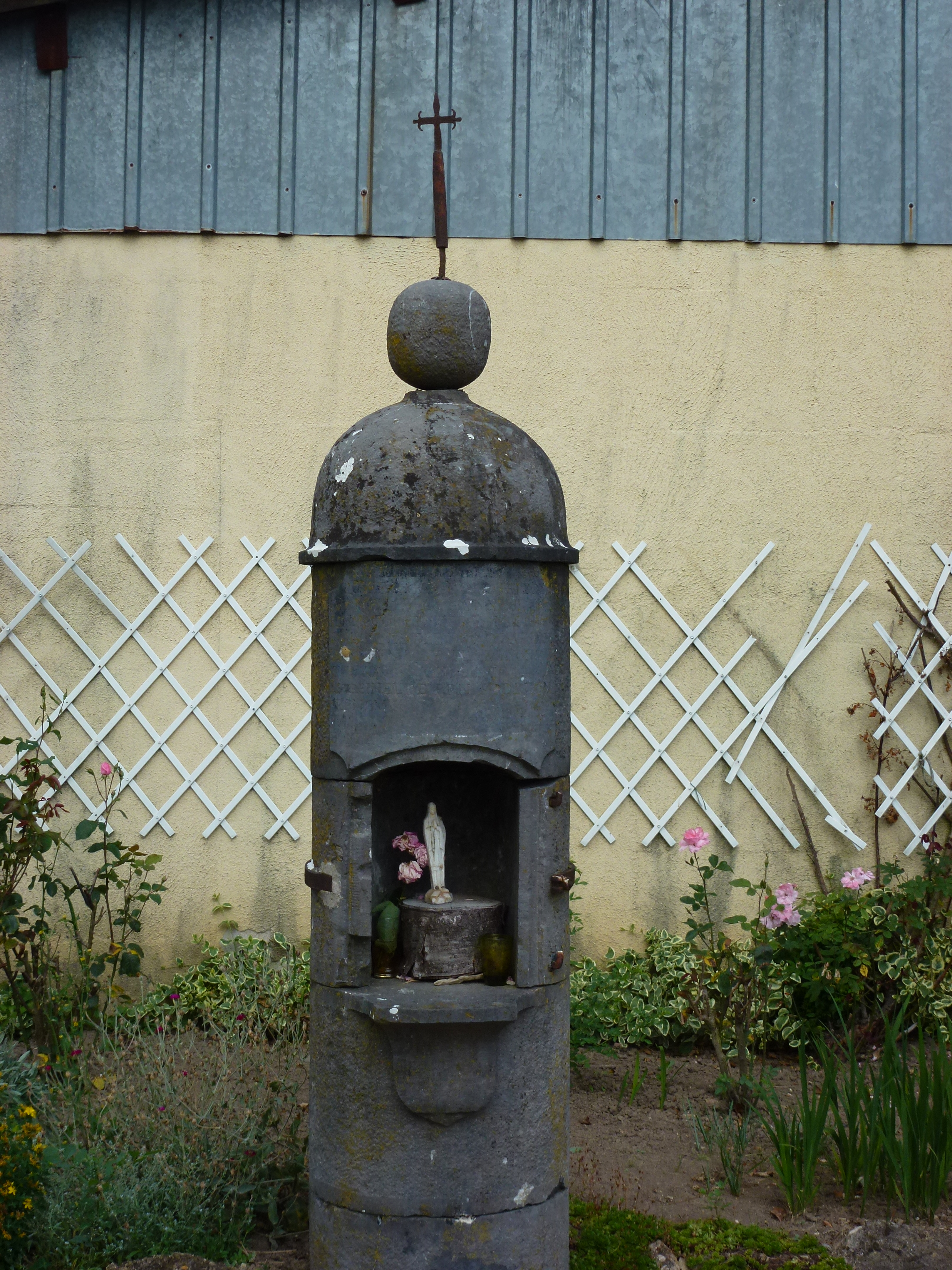
Oratoire à Martin-Rieux.
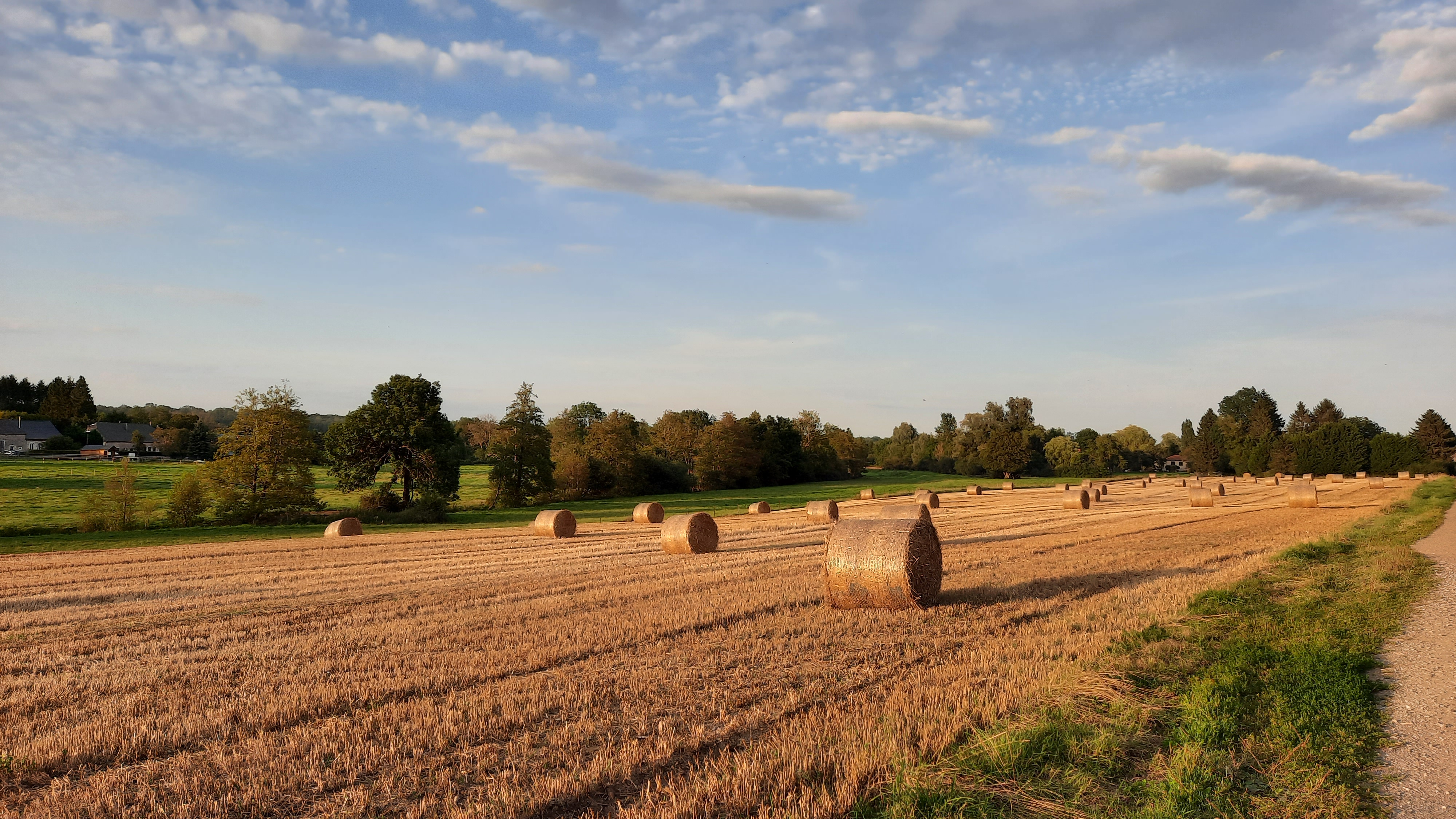
Vallée du Petit Gland entre Any et Martin-Rieux.
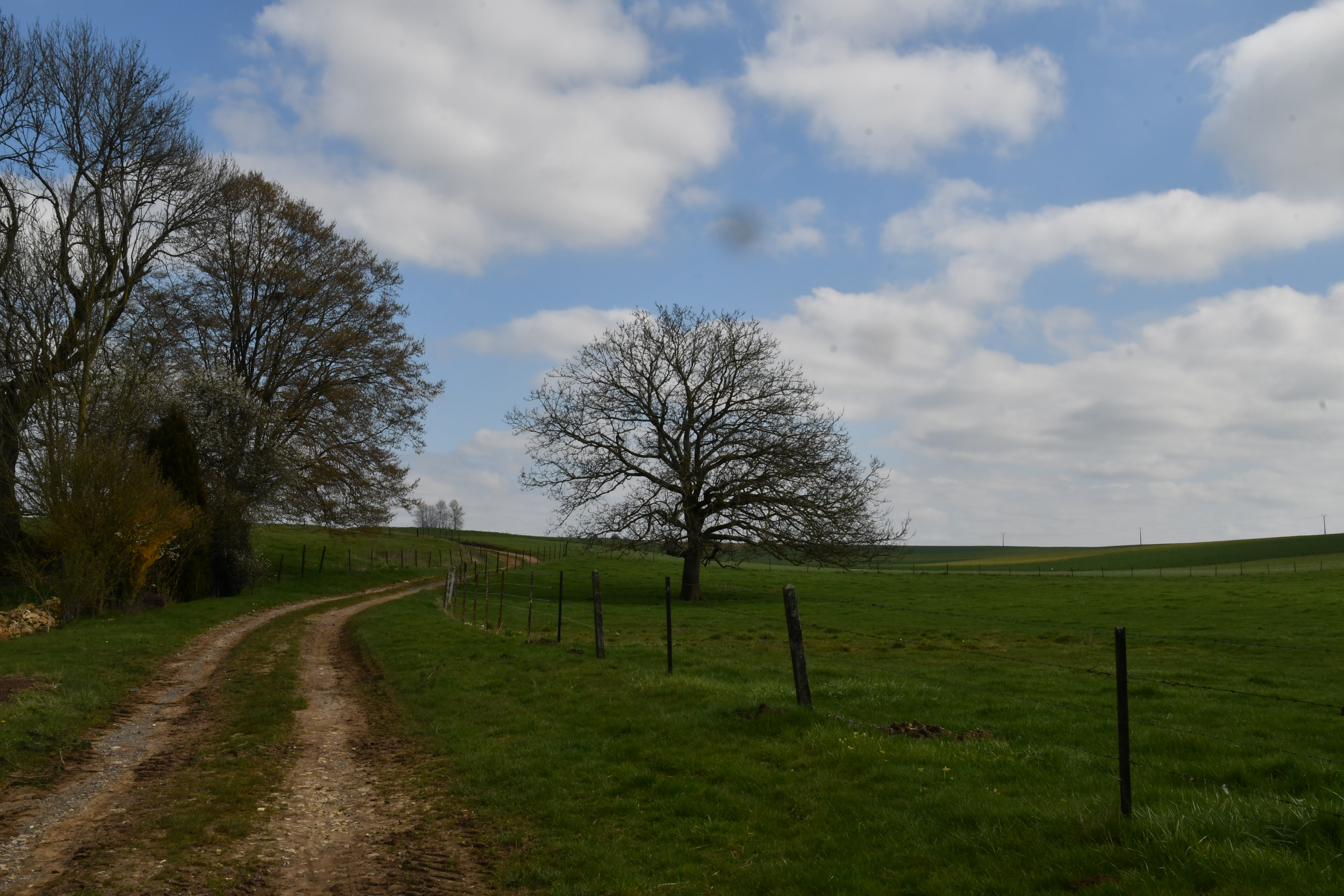
Le Chemin des Boeufs

### Personnalités liées à la commune
- Guy Gonthier, chanteur, discographie, le 45 tours Ô Chauny comme tu es jolie ! (1968)[38],[39].

## Pour approfondir